# Histoire de l'Angola

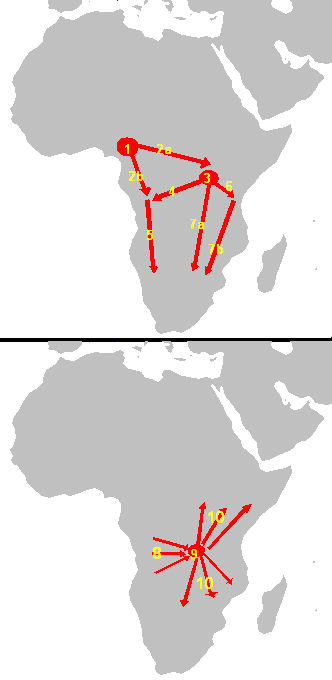
1, 3000–1500 AEC, origine
2, env. 1500 AEC, premières migrations
2.a, Bantou oriental
2.b, Bantou occidental
3, 1000—500 AEC, Urewe, noyau du Bantou oriental
4–7, avancée vers le sud
9, 500 AEC—0, noyau Congo
10, 0—1000, dernière phase,,

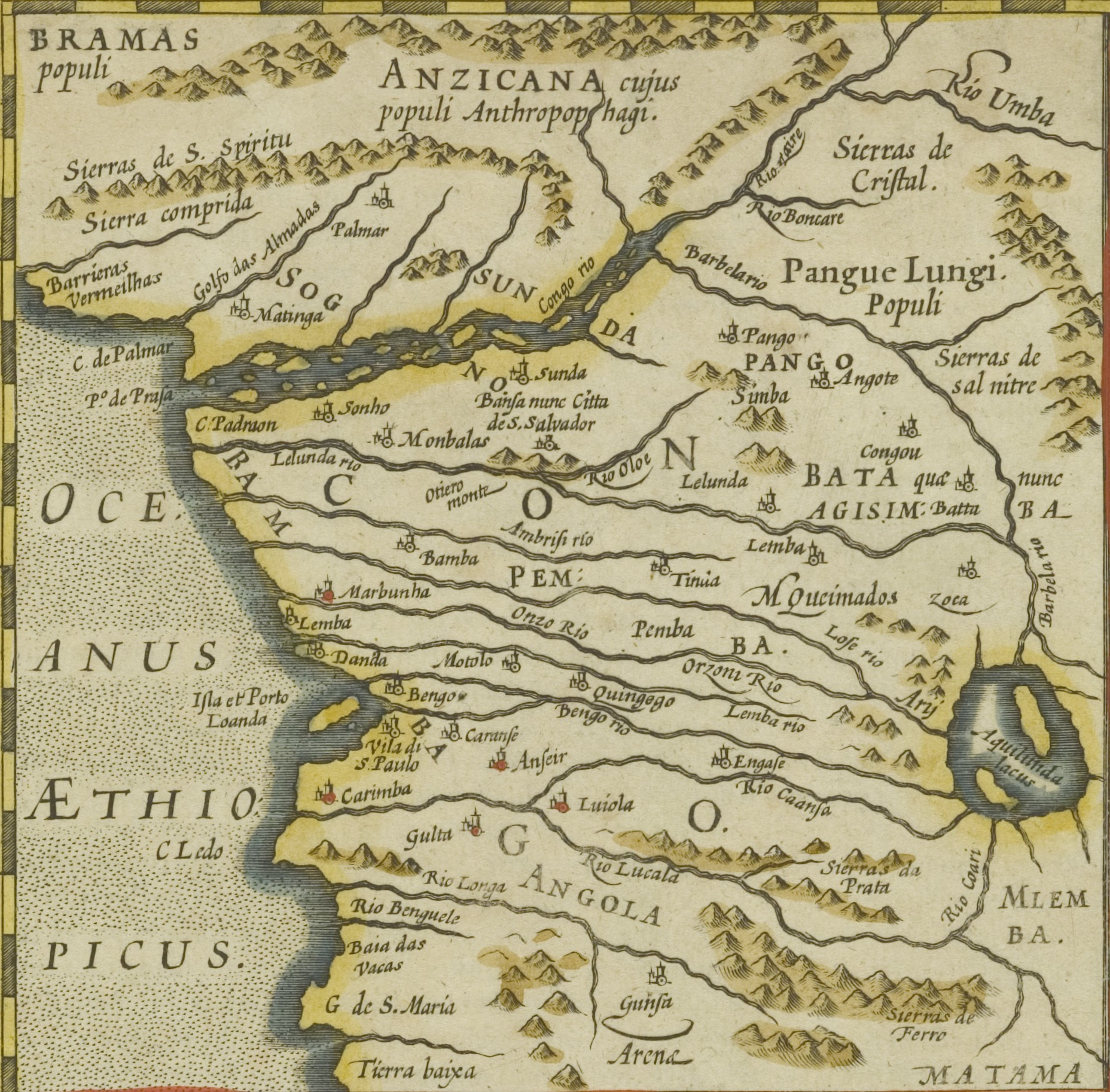
Carte du Royaume du Kongo vers 1623

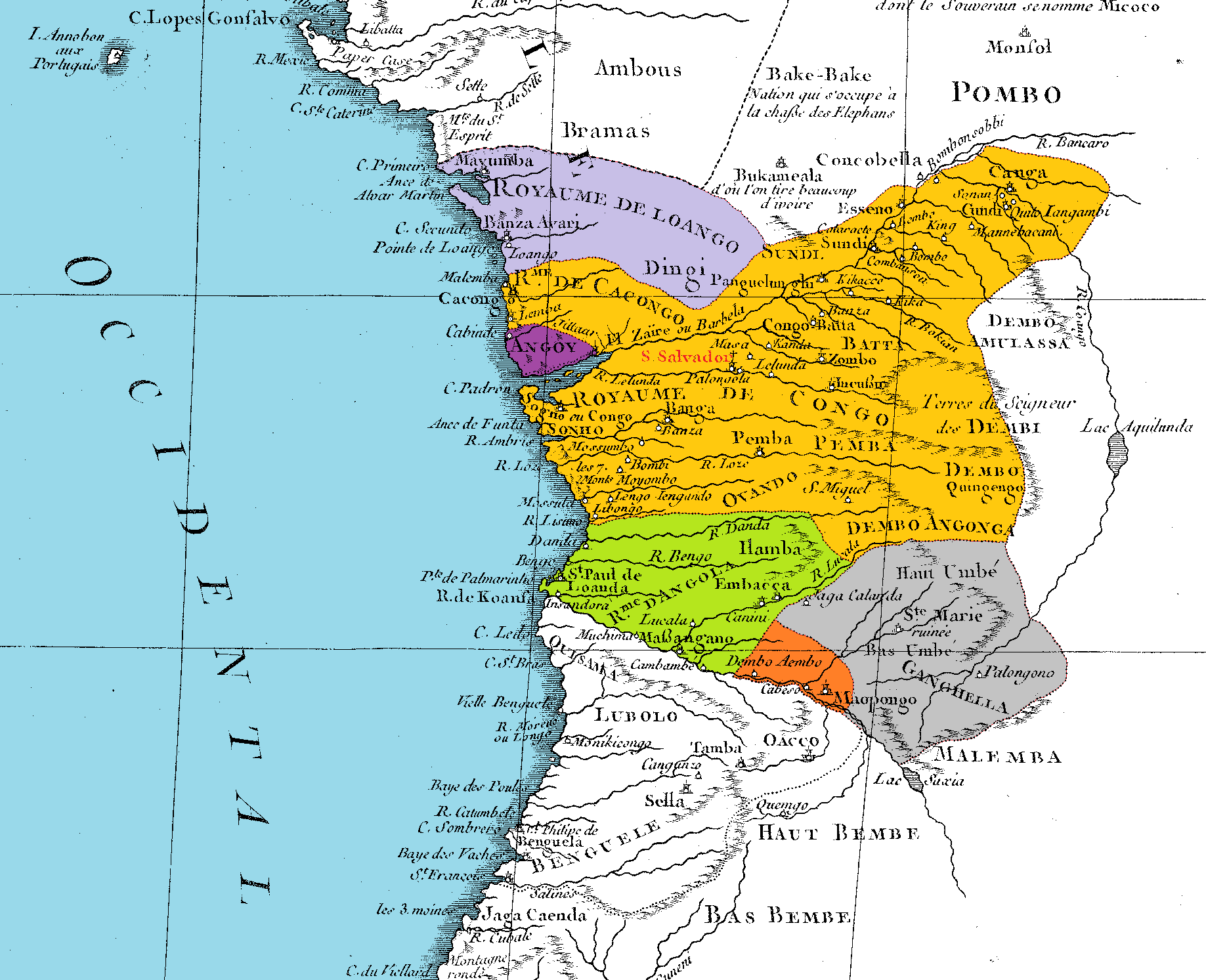
Région vers 1770

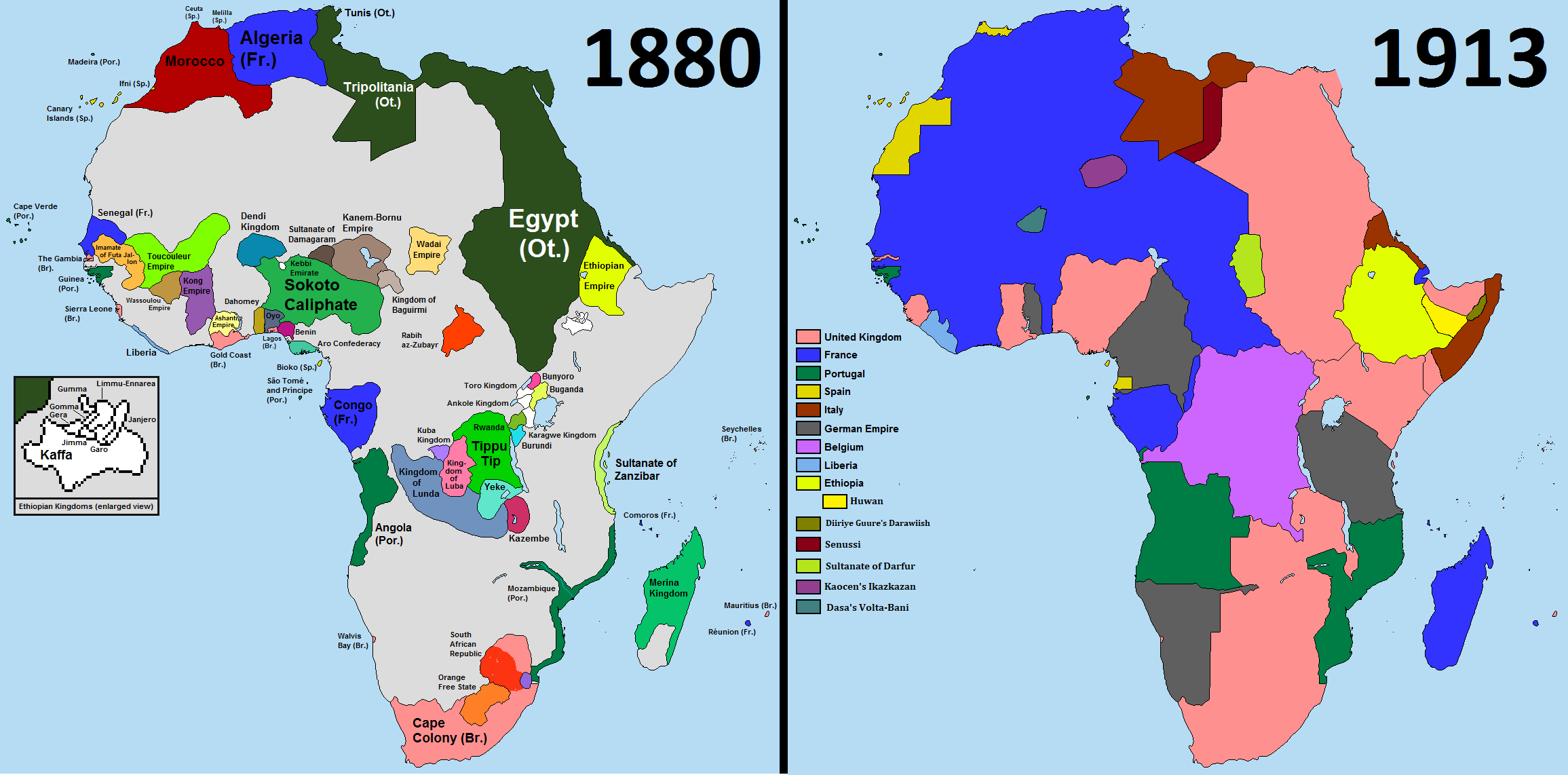
Expansion coloniale européenne de 1880 à 1913

Projet Carte rose (1887)

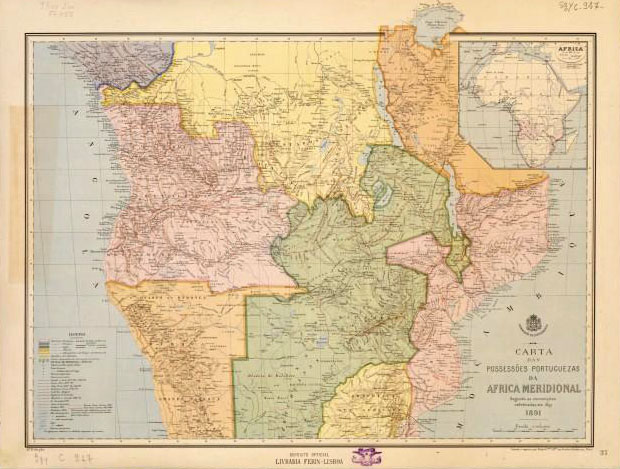
L'Angola (en rose à gauche) sur une carte des possessions portugaises en Afrique méridionale (1891)

L’histoire de l’Angola commence avec les peuples de langues khoïsan avant de se poursuivre avec l’immigration et l'occupation du futur territoire angolais par les peuples de langue bantoue après 1000.
Ancienne colonie portugaise, c’est le deuxième pays lusophone par son étendue et le troisième par sa population. L’État angolais est né en 1975. Les frontières actuelles résultent de la colonisation européenne. La plupart de la population a entretemps développé une identité sociale nationale, mais les ethnies africaines ont en même temps maintenu leurs identités sociales spécifiques.

## Préhistoire
- Cuangar (pt), site néolithique (instruments en pierre)
- Gravures rupestres de Chitundo-Hulu (pt), site archéologique, attribué aux ancêtres du peuple San
- Musée national d'anthropologie d'Angola (en)
- Liste de sites archéologiques en Afrique australe

## Protohistoire
Les premiers habitants de l’Angola sont des Khoïsan vivant de chasse et de cueillette, ne connaissant ni le métal, ni l’agriculture. Leurs sociétés, peu nombreuses, n’étaient (et ne sont toujours) pas hiérarchiques, mais égalitaires.
Les peuples de langue bantoue commencent à migrer par vagues successives depuis le golfe de Guinée et atteignent la région dans les premiers siècles après l'an 1000.
Les Khoïsan sont progressivement absorbés ou repoussés vers le sud, où des petits groupes résiduels existent jusqu'aujourd'hui. 
Les Bantous constituent au long des siècles toute une série d'ethnies, normalement divisées en sous-groupes.
Chaque ethnie ou sous-groupe s’identifie à un ancêtre mythique, mais ces ethnies ne cessent d’évoluer avec leurs lignages et autres clivages donnant souvent naissance à d’autres sous-groupes parfois antagonistes. 
Les Bantous imposent une société hiérarchique et apportent la métallurgie et l’agriculture. 
Les terres sont propriété collective, non cessibles, interdites à la vente. 
L’esclavage est connu, pratiqué, juridique : les prisonniers de guerre ou les criminels deviennent des esclaves temporaires. Assez tôt se forment des unités politiques d'envergure, dont les plus connues sont le Royaume du Kongo (800-1975) et le Royaume Lunda (1390-1914).
Les Bakongo parviennent  à développer une civilisation puissante. Leur royaume finit par dominer le Nord de l'Angola actuelle, l'ouest de la république démocratique du Congo et de la république du Congo ainsi que le Sud du Gabon. Il est à son apogée lors de l’arrivée des Européens, grâce à l’échange d’objets de fer (armes, houes) contre de l’ivoire avec les peuples de l’intérieur. Le souverain, le mani-kongo (liste des manikongos), vit dans une vaste capitale, Mbanza-Kongo (le fort des Kongo). Les Bakongo utilisent les coquillages comme monnaie. Le tissage des habits avec du raphia ou du cuir et celui du métal sont réservés aux aristocrates : les mani vangu-vangu. Le léopard est considéré comme un animal sacré, symbole de l’intelligence. Nombreux sont les dignitaires à porter un chapeau léopard en guise de couronne.
Au sud de ce royaume, les Ambundu (dont une partie est liée au mani-kongo) constituent plusieurs États, notamment Ndongo  (1300c-1657) (dont le roi porte le titre de Ngola, d’où le pays tire plus tard son nom) et Matamba (1631-1744).  Au nord-est s'impose le Royaume Lunda dont le centre se trouve dans l'extrême sud (Katanga devenu Shaba) de la République démocratique du Congo. 
Au centre du pays, sur les plateaux, se forme une autre importante ethnie, les Ovimbundu, qui constituent également plusieurs États. Ceux-ci soumettent pendant certaines périodes des petites ethnies vivant plus à l'est et leur imposent un tribut (esclaves, bétail, métaux). Leur langue, l’umbundu, se répand comme langue commerciale dans l’est du pays. À l'ouest, les Ovimbundu assimilent progressivement les populations vivant entre les montagnes et la mer.
Au sud des Ovimbundu se constituent toute une série de peuples - surtout les Nyaneka-Nkhumbi, qui combinent l'agriculture et l'élevage, et les Ovambo qui vivent de l’élevage et du commerce de sel et de fer.

## De 1575c à 1975: colonisation

### Arrivée des Européens
- Exploration européenne de l'Afrique, Circumnavigation, Route des Indes
- Histoire précoloniale de l'Angola (pt)

#### Arrivée de Diogo Cao (1482)

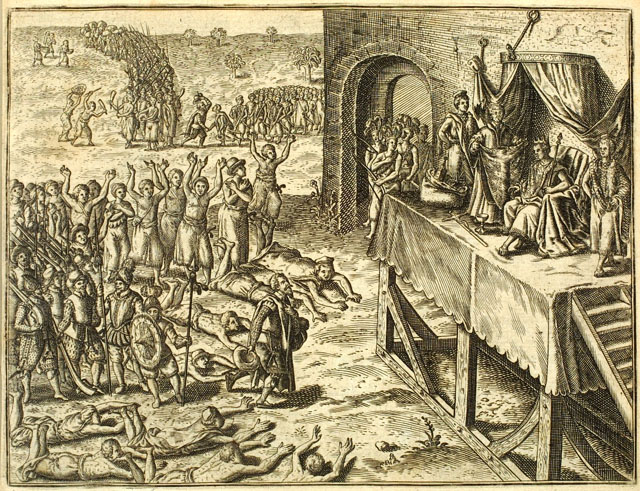
Audience de Portugais par le roi des Kongos

Vers 1482, l'explorateur portugais Diogo Cão (1440c-1490c) atteint le Cap du Loup (padrão du Cabo de Santa Maria) à l'embouchure du fleuve Congo. Les Portugais débarquent et gravent le blason du Portugal sur le rocher de Matadi (en république démocratique du Congo) et érigent une croix sur les côtes angolaises (padrão). Les Portugais tirent d'abord profit de la stupeur des Africains voyant pour la première fois des hommes blancs ayant des armes à feu inconnues, le mani-kongo est alphabétisé et converti tandis que des collèges jésuites sont construits. Les Portugais forment aussi des tailleurs de pierres (probablement pour construire des églises), Mbanza Kongo est rebaptisé São Salvador (Saint-Sauveur) de Kongo. La majeure partie de la population vit néanmoins le christianisme comme une magie supplémentaire des nobles.

#### Guerre civile entre pro- et anti-Portugais (1506)
Au nord de l'Angola, aux tous débuts de l'Empire colonial portugais, une guerre civile entre africains du Kongo pro et anti-Portugais éclate en 1506 et se termine avec la victoire des premiers. Le royaume Kongo est alors à son apogée et compte environ quatre millions d'habitants et est donc plus peuplé que le Portugal (un million et demi). Pour réussir cette guerre, les Portugais apprennent aux Bakongos à fabriquer et utiliser des arquebuses et des mousquets à mèches. Le fleuve que les Bakongos appellent Nzadi ou Nzere donne Zaïre en portugais. 
Les relations entre Portugais et Kongos d'abord égalitaires — échange d'ivoire contre armes à feu — tournent à une mainmise des Portugais qui, désireux de s'approprier les mines d'or à la fin du XVe siècle, puis au cours des siècles suivants de se procurer des esclaves pour leurs colonies du Brésil, vont par la suite recourir à la force. Les Portugais poussent plus tard les Bakongos à faire la guerre contre les ethnies voisines afin de capturer des esclaves et les échanger contre des produits manufacturés.

#### Période 1520-1580: conquête portugaise du cours du fleuveKwanza
La conquête du cours du fleuve Kwanza (Cuanza) lance l'histoire de l'Angola colonial. Cette conquête est motivée dans un premier temps par la recherche de métaux précieux par les Portugais, bien qu'elle s'avère infructueuse. La volonté des Portugais est de s'approprier les importantes mines d'argent qu'ils pensent trouver en remontant vers les sources du fleuve. 
Balthasar de Castro évoque, en 1526, ces célèbres mines d'argent de Cambambe, recherchées depuis 1520 mais les Portugais espèrent aussi rejoindre l'Empire du Monomotapa et son or, acheminé par Sofala, au sud du delta du Zambèze, vers les commerçants indiens et leurs textiles du Gujarat. 
Les Portugais visent cet Empire dès 1505, par les côtes du Mozambique, mais restent confinés sur le littoral jusqu'en 1513. Les commerçants portugais seront les premiers Européens à parcourir les ruines du Grand Zimbabwe, qu'un explorateur européen décrira ainsi en 1531:

« À proximité des mines d'or de l'intérieur, entre la Limpopo et le Zambèze, il existe une forteresse de pierre d'une taille extraordinaire, sans qu'il semble que du mortier ait été utilisé. »

— Viçente Pegado, capitaine, garnison portugaise de Sofala, 1531.
Mais il faudra attendre 1629 pour qu'ils atteignent cet Empire du Monomotapa, trop tard, car l'épuisement de l'or des rivières est réel, après un apogée atteint dès les années 1440. Aux deux tiers du XVIe siècle, les projets de colonisation du fleuve Kwenza et du Grand Zimbabwe se conjuguent : des missionnaires jésuites sont envoyés au Mozambique en même temps qu'à la nouvelle implantation de Luanda, pour rejoindre les mines d'or que la tradition orale attribue à l'Empire du Monomotapa, depuis la côte de l'océan Indien. 
En 1567, le comptoir de Luanda est ébauché, sur une île de l'embouchure du Kwenza, à 300 km au sud de l'embouchure du fleuve Congo, épicentre du Royaume du Kongo. En 1575, la Couronne portugaise accorde à Paulo Dias de Novais une charte pour bâtir trois forts entre le Bengo et le Kwenza, fleuve au sud du Congo, navigable jusqu'à 200 km dans l'intérieur. Pendant trois ans, accompagné de 350 à 700 trafiquants, cordonniers et tailleurs, selon les sources, il vit en paix avec le roi d'Angola, puis il reçoit, de 1578 à 1587, cinq renforts successifs en hommes et matériel. Quand le roi d'Angola fait tuer trente Portugais en 1580 et saisit leurs marchandises, ces derniers renoncent à s'emparer des mines pacifiquement et décident de « les passer tous au fil de l'épée ».

#### Guerre de 1583 et construction de forteresses
Cette période est connue grâce à l'historiographie portugaise de l'outre-mer, qui a bénéficié de l'ouvrage de synthèse d'Antonio Brasio, publié à partir de 1952, comportant un recueil de documents concernant l'ensemble de l'action du Portugal en Afrique Occidentale, sous le nom de Monumenta Missionaria Africana, divisé en deux séries ; la première, en sept volumes à partir de 1952, consacrée au diocèse de Congo-Angola, couvre la période 1471-1630 et la seconde, publiée à partir de 1958, concerne l'ancien diocèse du Cap Vert avec un premier tome, consacré à la période 1342-1499. L'ouvrage ne traite pas seulement de questions missionnaires mais inclut des sources,. Un missionnaire écrit ainsi en 1583 : que « cette année, les Portugais ont conquis la moitié du royaume d'Angola et battu quatre armées du roi. Des milliers de [ses] vassaux ont été tués et on s'est emparé des mines de sel, ce qui est le plus grave pour eux, car le sel leur sert de monnaie. D'innombrables esclaves ont été capturés »,. Entre 1583 et 1618, les Portugais bâtissent un réseau de forteresses, structuré sur l'axe fluvial majeur de la région, le fleuve Kwanza. Les quatre principales forteresses sont Massangano, édifiée en 1583, Muxima, en 1599, Cambambe, en 1603, et Ambaca, en 1618. Une autre est érigée dans la région de Kissama, au sud du fleuve, pour contrôler les mines de sel, mais abandonnée ensuite car son coût de maintenance est trop élevé. Celle d'Ango, fondée au début des années 1610, bien que difficile à ravitailler car éloignée des fleuves, permet de maintenir une pression militaire sur le roi du Ndongo, puis est déplacée de quelques lieues, à Ambaca (pt). Ces forteresses deviennent un point de départ pour les missions d'évangélisation.

#### Période 1589-1603: reprise de contrôle par la Couronne
Après la mort de Novais, en 1589, la Couronne reprend l'Angola, y nomme des gouverneurs et installe le système d'Encomienda similaire à celui des Espagnols en Amérique, avec des abus qui font polémique ; le sujet est porté jusqu'à Madrid en 1601 devant Philippe II d'Espagne, qui en ordonne la suppression, les tributs devant désormais être versés au gouverneur à partir de cette date. En 1603, les Portugais, dans la région de Cambambe, ne découvrent finalement que de modestes gisements de cuivre. Lisbonne décide alors de mettre officiellement fin à la conquête, par l'instruction de Manuel Pereira Forjaz, nommé gouverneur d'Angola en 1606. Mais dans les faits, la progression territoriale continue jusqu'à la fin des années 1620, sous la pression des officiers portugais, mal payés, qui lancent de nombreuses attaques et actions punitives pour capturer des esclaves, au moment où la culture du sucre prend son essor au Brésil. De 1603 à 1623, les gouverneurs eux-mêmes perpétuent les abus en soutenant ces guerres contre les Noirs avec pour but de capturer des esclaves. Ils vont ensuite recruter, d'abord comme supplétifs militaires puis comme courtiers d'esclaves, une bande de mercenaires nomades, qu'ils présentent comme des "Jagas cannibales", et qui fonderont dans l'est du pays le petit royaume de Cassange, dont la notoriété sera sans rapport avec ses dimensions réduites. Les habitants du Dong, eux, fuiront, pour certains jusqu'au-delà du Cuango. Les marchands portugais font aussi des raids au Congo avec l'approbation tacite ou ouverte du gouverneur de l'Angola.

#### Attaques des Néerlandais
En 1624, les Néerlandais tentent de s'emparer de Luanda deux fois, après la prise de Salvador de Bahia, au Brésil, via deux expéditions, menée par Philip van Zuylen puis Piet Hein. Ce dernier s'empare d'une flotte espagnole remplie d'argent du Pérou, au large de Cuba.
Puis, profitant du flottement politique provoqué par la restauration de l'indépendance du Portugal vis-à-vis de l'Espagne en 1640, il s'attaque à Luanda et São Tomé. Dans un rapport de l'époque, un des dirigeants de la WIC écrit : « sans esclaves, il n'y pas de Pernambouc, et sans Angola, il n'y pas de Portugal ».
En 1630, les Hollandais expulsent les Portugais de Luanda et des côtes angolaises, où sont les principaux comptoirs négriers de l´Afrique, fournisseurs en esclaves de l'économie brésilienne.

#### Nouveaux conflits (1640-1670)
La longue guerre de restauration portugaise (1640-1668) vient troubler davantage la puissance coloniale.
Après près de dix ans de Loango-Angola néerlandais (nl) (1641-1648), colonie gérée par la Compagnie néerlandaise des Indes occidentales (1621-1795), en 1648, se déroule la rapide reconquête de l'Angola, du moins des forts et comptoirs significatifs, sous la direction de Salvador Correia de Sá e Benevides (1594-1688).
En 1650, les colons portugais du Brésil parviennent à chasser les Hollandais. 
En 1657, Mwene Nzinga Mbandi (1582-1663), dite Njinga du Ndongo et du Matamba (également Anna Xinga et Ana de Souza), signe un traité de paix avec le Portugal, où elle se reconnait vassale.
La guerre entre Kongos et Portugais reprend et se termine en 1668. Le mani-kongo est décapité durant la bataille d'Ambuila et le royaume du Kongo commence à se décomposer. Les Européens ont la maîtrise de l'armement ; ils possèdent des arquebuses à rouet qui leur permettent de tirer plusieurs coups de suite, des armures et des canons, alors que les Africains, certes plus nombreux, ont seulement des fusils à mèche, des lances, des flèches, des machettes, des boucliers, des haches et des massues.
Les Kongos de l'actuelle république démocratique du Congo ont été moins touchés par la traite, car les négriers portugais avaient peur des rapides sur le fleuve Congo. Au cours du XVIe siècle, les Kwanyamas venus du sud s'installent le long du fleuve Kunene.
En 1671, les Portugais dominent les armées Mbundu (ou Ovimbundu), et imposent, à l'issue des combats, un quota d'esclaves à fournir.

### Longue période 1575-1975: de la traite à la colonisation
L'Angola est le premier pays africain à connaître la colonisation européenne. Le Portugal s'installe dans la région côtière et bâtit cinq forts jusqu'à 200 km dans l'intérieur des terres. La colonisation des rives du fleuve Congo s'avère plus contestée.
Le pays devient un vaste territoire de chasse aux esclaves à destination du Brésil et de Cuba. On estime que, du XVIe au XIXe siècle, quatre millions d'entre eux ont survécu au voyage et sont devenus des esclaves au Brésil. Durant tout le régime esclavagiste, l'Angola reste lié au Brésil parce qu'il lui fournit les esclaves pour travailler notamment dans les plantations et les mines et qu'en retour le Brésil envoie ses trafiquants, ses fonctionnaires et « son portugais », c'est-à-dire la variété de cette langue parlée au Brésil.
Les colons portugais et brésiliens s'installent sur les côtes et se mélangent à la population noire pour consolider l'Angola comme possession portugaise. Les Portugais y fondent des villes comme Luanda (1575) ou Benguela qui possèdent des prisons pour garder les esclaves jusqu'à leur embarquement. Une importante communauté métissée se développe, sa culture mêlant les coutumes africaines et celles des Portugais.
Plusieurs expéditions portugaises cherchent à traverser le contient africain, globalement entre Angola et Mozambique, à la manière de la carte rose (zone transafricaine portugaise) , avant l'ultimatum britannique de 1890 et le traité anglo-portugais de 1891 :
- Francisco José de Lacerda e Almeida (1753-1798) remonte le Kunene et le Zambèze.
- Pedro João Baptista atteint en 1802 le Royaume du Kazembe (Zambie) et le Zambèze.
- José Monteiro et António Cândido Pedroso Gamito (pt) (1806-1866).
- Verney Lovett Cameron (1844-1894), britannique, serait le premier européen à réussir la traversée africaine Est-Ouest.

En 1836, les Portugais interdisent la Traite des Noirs. L'Angola aura été le pays le plus dépeuplé par la traite. Vers la fin du XIXe siècle apparaissent les Tchokwés, une ethnie apparentée aux Lundas, fournissant de l'ivoire aux Européens par l'intermédiaire des ethnies côtières.
À la toute fin du XIXe siècle, les Portugais commencent à développer l'intérieur du pays, mais la conquête du reste de l'Angola est lente. En 1890, l'Ultimatum britannique de 1890 entraîne quelques troubles, mais aussi le retrait partiel de troupes portugaises. En 1910, la proclamation de la République portugaise modifie quelque peu la situation officielle portugaise. En 1920, après plus de 174 campagnes militaires, le Portugal contrôle tout le pays. Au cours de cette conquista, les Portugais sauront user des guerres interethniques entre Africains. Les Portugais font construire un chemin de fer de Luanda vers l'intérieur et développent la culture du café, du sucre, la sylviculture et l'extraction du fer et du diamant. Ces matières premières exportées par les ports de la côte, alimentent à des prix imbattables l'industrie portugaise. L'extraction pétrolière commence en 1954.

### Régime de l'indigénat (1933)
À partir de 1933, date de la fondation de l'Estado Novo (« Nouvel État ») par António de Oliveira Salazar au Portugal, le régime colonial se durcit considérablement.
Le Portugal instaure alors le « régime de l'indigénat ».
Trois catégories d'individus sont instituées :
- les civilizados, les Portugais ;
- les assimilados regroupant les métis et quelques Noirs qui ont accès à l'instruction (en portugais) ;
- les indígenas, les Noirs (98 % de la population), dont une partie est soumise aux travaux forcés, à l'interdiction de circuler la nuit, aux réquisitions, aux impôts sur les « réserves » et à un ensemble d'autres mesures tout aussi répressives telles que les châtiments corporels (dans certains cas).

Ce système colonial perdure jusqu'en 1954, alors qu'il est considérablement allégé, puis définitivement aboli en 1962.

### Province ultramarine (1951)
En 1951, l'Angola devient une « province ultramarine ». Les Angolais peuvent devenir des « citoyens portugais » moyennant certaines conditions.
Cependant les mouvements d'opposition grandissent, des partis politiques tels que le Mouvement populaire de libération de l'Angola (MPLA) un mouvement d'orientation marxiste, expression des métis et des citadins et l'UNPA sont créés en 1956. Le 4 février 1961, des membres du MPLA parmi lesquels Deolinda Rodrigues de Almeida attaquent la prison de Luanda afin de libérer les prisonniers politiques et massacrent 2 000 colons portugais. Les représailles de l'armée portugaise font 10 000 victimes dans la communauté noire et des centaines de milliers d'Angolais doivent fuir vers le Congo-Léopoldville. Cette « insurrection de Luanda » assimilée à une véritable « prise de la Bastille » déclenche la guerre d'indépendance.
Le Portugal est présent avec un contingent d'environ 200 000 hommes venus de métropole et des corps de colons volontaires, avec le soutien logistique de l'OTAN. Trois groupes armés se constituent en face :
- le MPLA d'Agostinho Neto ;
- le FNLA d'Holden Roberto ;
- l'UNITA de Jonas Savimbi.

Le Portugal n'envisage alors pas du tout de décoloniser l'Angola mais prévoit de l'intégrer comme une province. En effet ce Brésil avorté avait un rôle clé dans l'économie portugaise : fournir des devises fortes (diamant, pétrole), des matières premières bon marché pour l'industrie (coton, sucre, café, bois), la politique du président Salazar étant basée sur une substitution des importations. Il constituait également un réservoir de travailleurs forcés.
Dès 1962, le FNLA forme un gouvernement angolais en exil à Léopoldville et l'ONU condamne les massacres portugais et reconnaît le droit du peuple angolais à l'indépendance. Pour calmer les mouvements indépendantistes, le Portugal abolit le travail forcé en 1962, et accepte d'investir plus d'argent en Angola. En effet, l'effectif des enseignants quadruple entre 1961 et 1974. Cependant la plupart des élèves du secondaire étaient toujours blancs. La métropole offre la citoyenneté portugaise à tous les Angolais ; si certains l'acceptent et émigrent au Portugal à la recherche d'un meilleur niveau de vie, d'autres la rejettent par conviction nationaliste. Lisbonne chercha un soutien étranger en ouvrant sa colonie aux capitaux étrangers, l'exploitation du pétrole fut confiée aux entreprises française et américaines, celle du diamant aux Belges (encore maîtres du Congo voisin) et aux Sud-Africains. Ceci marque un tournant dans l'histoire africaine, les puissances coloniales perdent petit à petit pied dans le continent, pas seulement au profit des Africains mais aussi de nouvelles puissances impériales [réf. nécessaire].

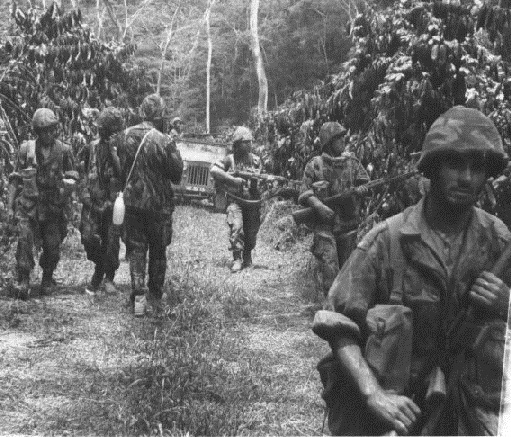
L'armée portugaise en action en Angola.

Le Portugal impose alors un service militaire et envoie des centaines de milliers de soldats pour tenir l'Angola ; 3 300 soldats portugais mourront en 14 ans de guerre tandis que dans d'autres provinces ultramarines, au Mozambique et en Guinée, se déclenchent des guerres du même type. L'effort de guerre absorbera 40 % du budget de l'État. Le Portugal devient pays d'émigration et devra faire venir de la main-d'œuvre africaine.
Le 25 avril 1974, un groupe de capitaines de l'armée portugaise, regroupés dans le Mouvement des Forces armées, et qui avaient participé à la guerre coloniale, prend le pouvoir à Lisbonne, où ils sont largement soutenus par la population et renversent le régime dictatorial de Marcelo Caetano. Cette révolution, connue sous le nom de « révolution des Œillets », permet la fin de la guerre coloniale entre le Portugal et ses colonies. En janvier 1975, les nouvelles autorités portugaises réunissent les représentants des trois mouvements indépendantistes pour établir les paramètres du partage du pouvoir dans l'ex-colonie entre ces mouvements et l'indépendance de l'Angola.
Malgré les accords d'Alvor, la transition de l'Angola vers l'indépendance ne se fait pas de façon pacifique. Dans plusieurs quartiers de Luanda, les civils noirs commencent à s'en prendre aux colons, et les troupes des trois mouvements commencent à se battre les unes contre les autres pour le contrôle de la capitale. La ville sombre alors dans l'émeute et les pillages. Entre janvier et novembre 1975, les troupes portugaises repartent précipitamment vers Lisbonne, avec 300 000 colons dans ce qui fut l'un des plus grands ponts aériens au monde. Au cours de l'été 1975, le MPLA remporte la guerre des villes et expulse les deux autres mouvements (FNLA et UNITA) de la capitale et des principales villes.

## Indépendance de la république populaire d'Angola (1975)
Le 11 novembre 1975, jour convenu pour l'indépendance, les autorités portugaises descendent pour la dernière fois le drapeau portugais du Palais du gouverneur civil et le soir même Agostinho Neto proclame l'indépendance de la république populaire d'Angola, au son des combats à quelques kilomètres de Luanda. Le pays est déjà entré dans la guerre civile qui ne se terminera qu'avec les accords de Bicesse, le 31 mai 1991.

### Invasion par l'armée sud-africaine et des troupes zaïroises (1975)
En 1975, le premier ministre sud-africain John Vorster et son chef des services de renseignements, Hendrik van der Bergh, envisagent une implication minimum et circonstanciée des forces armées sud-africaines pour installer un gouvernement pro-occidental en Angola tandis que Pieter Willem Botha, ministre de la défense, et le chef des armées, Magnus Malan, convaincus de l'existence d'un plan global soviétique dont l'objectif serait la prise de pouvoir en Afrique du Sud, se font les avocats d'une invasion du pays par les troupes sud-africaines pour chasser le MPLA de Luanda. Finalement, la première option est approuvée et, en août 1975, avec le soutien du gouvernement américain du président Gerald Ford, les troupes sud-africaines envahissent le sud de l'Angola jusqu'à atteindre quelques semaines plus tard la banlieue de Luanda.
De leur côté, les troupes zaïroises, sous le gouvernement de l'autocrate Mobutu Sese Seko, soutenu par la Belgique et les États-Unis, entrent également en Angola où ils soutiennent le FNLA contre le MPLA. Cette coalition menace de prendre Luanda. C’est alors que des milliers de soldats cubains affluent pour aider Neto et défont les troupes zaïroises. Les dirigeants du MPLA s’emparent alors de vastes contrées du pays mais ne parviennent pas à vaincre la guérilla de l'UNITA, tandis que le Zaïre se retire de la guerre privant le FNLA de son soutien. Ce mouvement perd alors toute importance dans la guerre.
Au mois de décembre, le congrès des États-Unis retire finalement son aide financière aux mouvements et aux troupes hostiles au MPLA alors que l'armée sud-africaine est aux portes de la capitale angolaise (les activités de la CIA en Angola (en) persisteront cependant jusque dans les années 2000). Furieux et humiliés par ce revirement, les sud-africains apparaissent alors comme les seuls coupables de l'invasion et sont obligés de se retirer du pays. Ils apporteront dorénavant une aide logistique au mouvement rebelle de l'UNITA de Jonas Savimbi afin notamment de protéger la frontière nord de leur colonie du Sud-Ouest africain contre les infiltrations de la SWAPO, le mouvement de libération nationale de la Namibie.

### Période 1975-1992: guerre civile angolaise
L'Angola s’enfonce dans une guerre civile ethnique, entre le MPLA, soit les métis et les citadins soutenus par l’Union soviétique et Cuba, et d’autre part, l'UNITA, un mouvement regroupant surtout les Ovimbundus (40 % de la population) et appuyé par les États-Unis, le Royaume-Uni et l’Afrique du Sud. Un autre mouvement le FNLA, attaquant le MPLA par le nord en venant du Zaïre, approche de la capitale soutenu par des troupes de Mobutu dont la direction tactique et logistique est soutenue par la Belgique et les États-Unis. Mais la guerre s’enracine dans la différence de développement entre la côte occidentalisée et moderne et l’arrière-pays moins industrialisé et resté beaucoup plus africain et où le sentiment clanique est encore omniprésent en opposition avec les stratégies des partis fondées sur des doctrines politiques.
Alors que les forces du MPLA sont appuyées par des soldats cubains (commandées par le général Arnaldo Ochoa, exécuté à Cuba plus tard pour haute trahison et trafic de drogue en 1989) et l’aviation soviétique, celles de l’UNITA le sont par des soldats sud-africains. 
Neto lance une opération militaire au Zaïre voisin dans la région du Shaba et fait noyer des mines afin de nuire à l’économie du puissant voisin. Les troupes zaïroises se retirent alors qu'une tension se développe entre Mobutu et les Belgo-Américains. Le FNLA perd alors toute importance et son chef Holden Roberto, père historique du mouvement indépendantiste, doit s'exiler au Zaïre.
À la mort de Neto en 1979, Dos Santos prend le pouvoir à Luanda. Politicien habile, il désamorce lentement la guerre en se tournant vers l’Occident, en écartant l’aile radicale de son parti. Les secteurs agricole et minier sont ravagés par la guerre qui fait venir de nombreux réfugiés à Luanda, le pétrole reste la seule source de richesse sur laquelle repose la fortune des hauts fonctionnaires du MPLA, tandis que l’UNITA se finance grâce au trafic de diamants. Même indépendant le pays est encore dépendant du Portugal notamment en matière d’éducation ; si l’alphabétisation progresse c’est grâce aux ONG portugaises et brésiliennes qui développent aussi pour la première fois l’enseignement secondaire et universitaire.
En janvier 1984, l’Afrique du Sud obtient de l’Angola la promesse du retrait de son soutien à la SWAPO (mouvement indépendantiste marxiste-léniniste namibien installé en Angola depuis 1975) en échange de l’évacuation des troupes sud-africaines d’Angola. Néanmoins, les troupes cubaines demeurent, tout comme les militaires sud-africains.
Malgré cet accord, l'Afrique du Sud, sous prétexte de poursuivre les guérilleros de la SWAPO mène des opérations de grande envergure sur le sol angolais, chaque fois que l'UNITA subissait des offensives des forces gouvernementales angolaises. En parallèle, l'Afrique du Sud organise des attentats en Angola. En mai 1985, une patrouille angolaise intercepte à Malongo un commando sud-africain qui s'apprêtait à saboter les installations pétrolières. Les États-Unis procurent aux rebelles des missiles sol-air Stinger, en passant par la base de Kamina, dans le sud du Zaïre, base que les États-Unis envisageraient de réactiver de façon permanente. L'aide américaine porterait également sur des armes antichars devant permettre à l'UNITA de mieux résister aux offensives de plus en plus menaçantes de l'armée de Luanda contre les zones encore sous son contrôle dans l'Est et le Sud-Est du pays.
En 1988, si la bataille de Cuito Cuanavale entre soldats angolais et cubains contre les forces de l’UNITA, appuyées par l’armée sud-africaine, aboutit à un échec relatif des forces en présence, elle constitue néanmoins un élément déclencheur pour la reprise des négociations sur l’avenir de la Namibie.
Le 20 juillet 1988, un accord en 14 points est trouvé entre l’Afrique du Sud, l’Angola et Cuba. Parmi ceux-ci, la mise en œuvre de la résolution 435 prévoyant des élections en Namibie sous le contrôle des Nations unies en contrepartie du repli du contingent cubain (manifestant le succès du « linkage » formulée depuis 1979 par l’Afrique du Sud avec le soutien des États-Unis depuis 1981).
Le protocole de Genève est signé le 5 août. Les 8 et 12 août, l’Afrique du Sud et la SWAPO acceptent la cessation des hostilités l’une envers l’autre et le 22 août, l’accord de paix est signé entre l’Angola et l’Afrique du Sud à Ruacana.
Le secrétaire général de l’ONU, Javier Pérez de Cuéllar se rend alors aux Union Buildings de Pretoria pour préparer l’accord de Brazzaville qui aboutit à la signature du 22 décembre préparant le calendrier de la mise en œuvre de la résolution 435 et celui du retrait cubain d’Angola.
En dépit d’une tentative désastreuse d’infiltration de la Namibie par 1 200 guérilléros de la SWAPO à partir de ses bases d’Angola le 1er avril 1989, le processus ira à son terme sous l’administration conjointe de l’Afrique du Sud et des Nations-Unies.
Cependant, en Angola, la guerre civile continue avec un peu moins de vigueur. Les accords de Bicesse en 1991 aboutissent à un cessez-le-feu et à l’organisation d’élections générales supervisées par les Nations-Unies. Le 26 août 1992, une révision de la constitution fait disparaître les dernières traces d'idéologie marxiste-léniniste et le nom officiel du pays devient république d'Angola.

## République d'Angola (1992)
Les premières élections générales démocratiques et pluripartites ont eu lieu en Angola les 29 et 30 septembre 1992. Avec un taux de participation supérieur à 90%, le MPLA remporte 53 % des suffrages contre 34 % à l’UNITA. Aux élections présidentielles organisées en même temps, José Eduardo dos Santos reçoit 49,57% des voix contre 40,6% à Jonas Savimbi, le leader historique de l’UNITA. Celui-ci dénonce des fraudes, refuse de participer au second tour et reprend les armes, cette fois sans plus aucun soutien international. Un second accord de paix est finalement signé à Lusaka le 20 novembre 1994 prévoyant l’intégration des forces de l’UNITA dans l’armée régulière. En 1995, l’accord est rompu.
En 1997, un gouvernement d’union nationale est finalement formé avec Jonas Savimbi mais en 1998 les combats reprennent après que Savimbi eut dénoncé, selon lui, le manquement du MPLA à ses obligations. Le 28 août 1997, le Conseil de Sécurité des Nations unies impose des sanctions contre l’UNITA.
En 1999, le MPLA tente alors le coup de grâce et déclenche une offensive militaire massive contre le quartier général de L’UNITA et ses principaux bastions. Les opérations se soldent par un succès général malgré la fuite de Savimbi. Le 22 février 2002, Jonas Savimbi, est finalement abattu lors d’un assaut de l’armée gouvernementale. Le 4 avril 2002, un nouvel accord de cessez-le-feu est signé, mettant officiellement et définitivement fin à 27 ans d’une guerre civile (1975-2002) qui a fait près de cinq cent mille morts et entraîné le déplacement de quatre millions de personnes. 
L'Angola présente un paysage de cités martyres, de provinces jadis agricoles stérilisées par la présence de millions de mines. Une bonne partie des infrastructures coloniales a été laissée à l'état de ruines (routes, ponts, aéroports, voies de chemin de fer, écoles), pendant que d'autres ont été reconstruites et même augmentées. L’agriculture et les transports ont été fortement endommagés et se trouvent en récupération lente. Malgré l’aide alimentaire, la famine sévit et le pays ne vit que de l’exportation du pétrole. Comme d’autres pays, l’Angola réclame des indemnisations et des aides financières, que le Portugal et l’Union européenne lui accordent sous forme d’aide au développement (écoles, eau potable, routes, hôpitaux) ou de visas de travail. En dépit de la guerre civile, la scolarité, certes médiocre, s'est améliorée (15 % d’enfants scolarisés en 1975, 88 % en 2005). De nombreuses missions catholiques et protestantes encadrent également les populations depuis l’indépendance. D'un point de vue politique, José Eduardo dos Santos confirme sa retraite, resté trente-sept ans de pouvoir. Il annonce début février 2017, se mettre en retrait de la politique fin 2017, après avoir, pendant 38 ans, muselé l’opposition par une répression policière, limité la liberté d'expression et imposé son autorité. Il choisit pour lui succéder João Lourenço.
Le parti au pouvoir depuis plus de quatre décennies en Angola, le Mouvement populaire de libération de l'Angola (MPLA), remporte les élections générales, en août 2017, avec plus de 64 % des suffrages. Le candidat du MPLA, Joao Lourenço, succéde donc comme prévu à la tête du pays au président José Eduardo dos Santos.
Les deux principaux partis dans l'opposition, l’Union nationale pour l'indépendance totale de l'Angola (Unita) et la CASA-CE, obtiennent respectivement 24,04 % et 8,56 % des voix exprimées. Au terme de ce scrutin, le MPLA, au pouvoir depuis l’indépendance  en 1975, conserve la majorité absolue des 220 sièges du Parlement. En septembre 2018, Joao Lourenço succède également à José Eduardo dos Santos à la tête du MPLA.

## Dates clés de l'histoire récente de l'Angola
- 1956/58 : fondation du Mouvement populaire de libération de l'Angola (MPLA) et de l'Union des Peuples du Nord de l'Angola (UPNA), ensuite baptisée Union des Peules de l'Angola (UPA) et plus tard Front national de libération de l'Angola (FNLA).
- 1961 : UPA et MPLA déclenchent la guerre d'indépendance.
- 1966 : Jonas Savimbi crée l'Union nationale pour l'indépendance totale de l'Angola (UNITA).
- 1974 : la révolution des Œillets met fin à la dictature du Portugal et aux guerres coloniales.
- 1975 : Agostinho Neto, membre historique et président du MPLA, proclame l'indépendance le 11 novembre et devient le premier président du pays. Première guerre : l'Angola affronte l'Afrique du Sud laquelle soutient militairement l'UNITA.
- 1979 : José Eduardo dos Santos devient chef de l'État après la mort d'Agostinho Neto.
- 1989 : retrait des troupes sud-africaines d'Angola.
- 1991 : le MPLA et l'UNITA concluent des accords de paix.
- 1992 : L'UNITA refuse le résultat des premières élections pluralistes remportées par le MPLA. La reprise des combats plonge le pays à nouveau dans la guerre civile.
- 2002 : L'armée et l'UNITA signent un cessez-le-feu[20].
- 2017 : José Eduardo dos Santos se retire et laisse la place de président à João Lourenço[18].

### Galerie de personnalités politiques
Présidence :

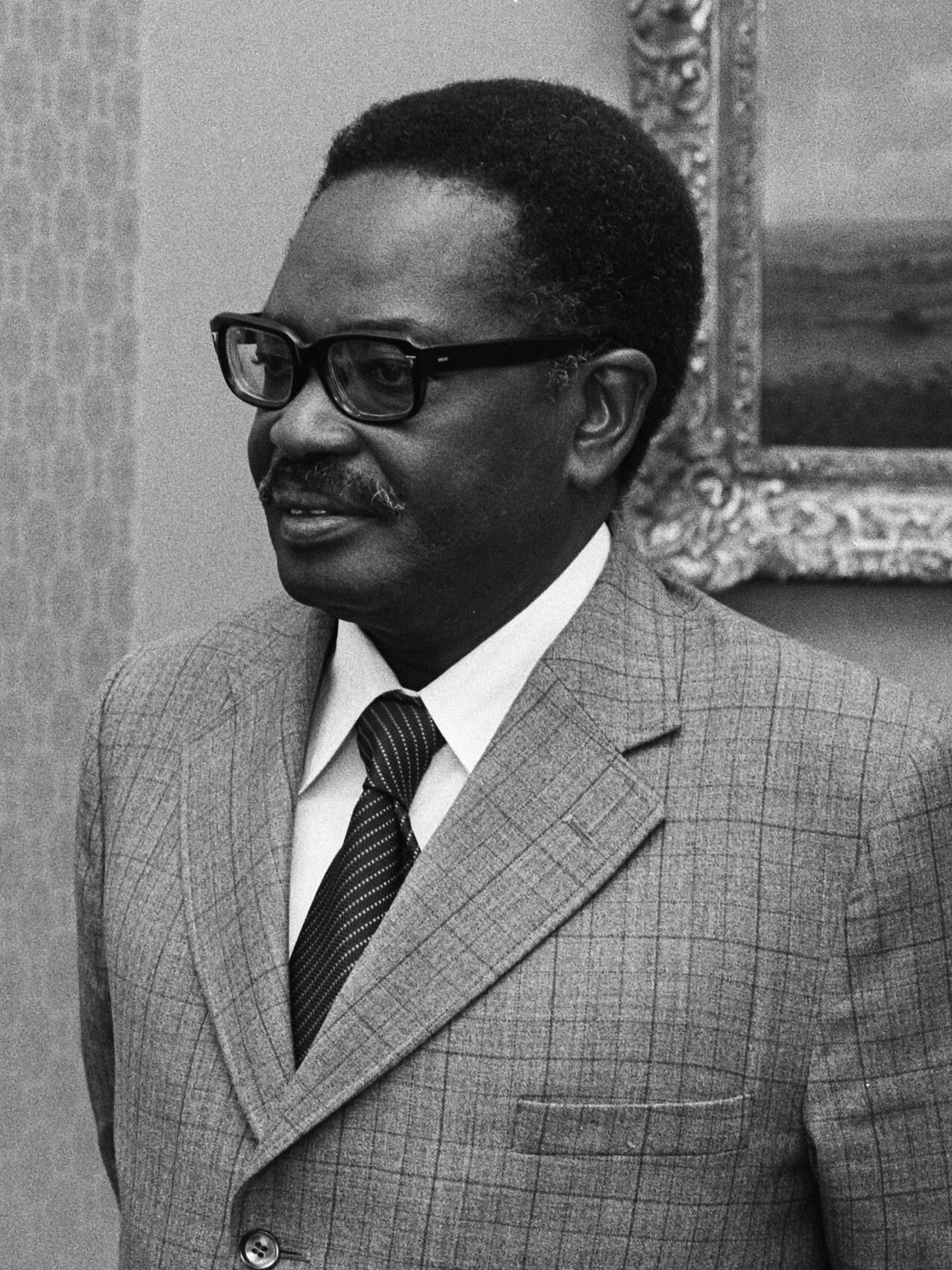
Agostinho Neto 1975-1979
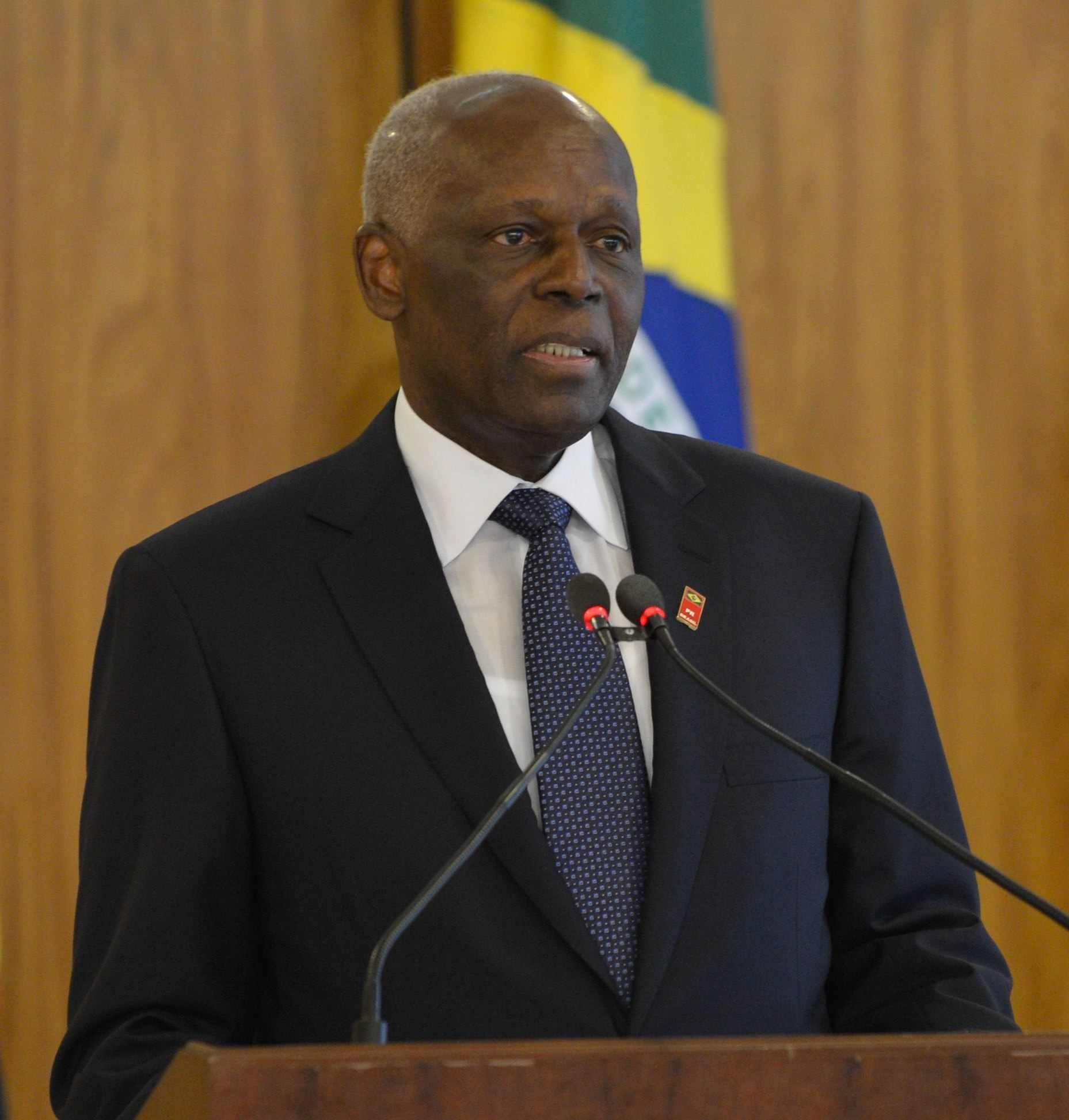
José Eduardo dos Santos 1979-2017
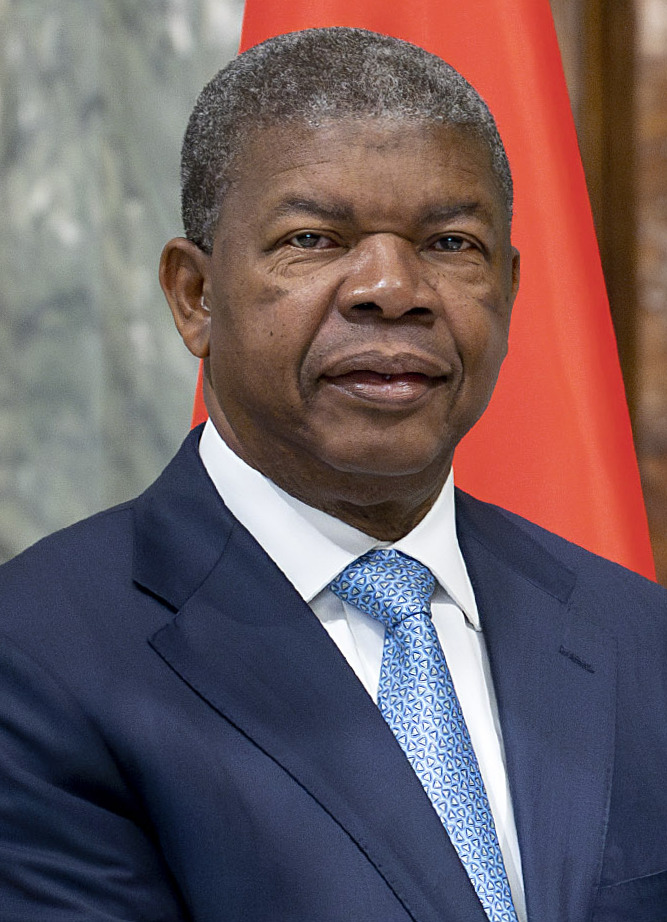
João Lourenço 2017-présent

Vice-présidence :

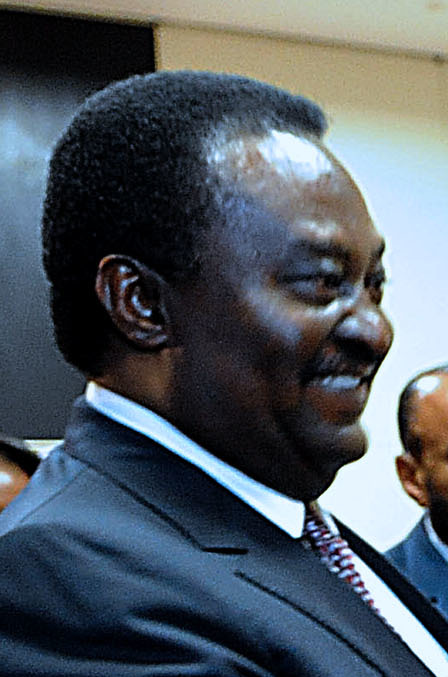
Fernando da Piedade Dias dos Santos 2010-2012
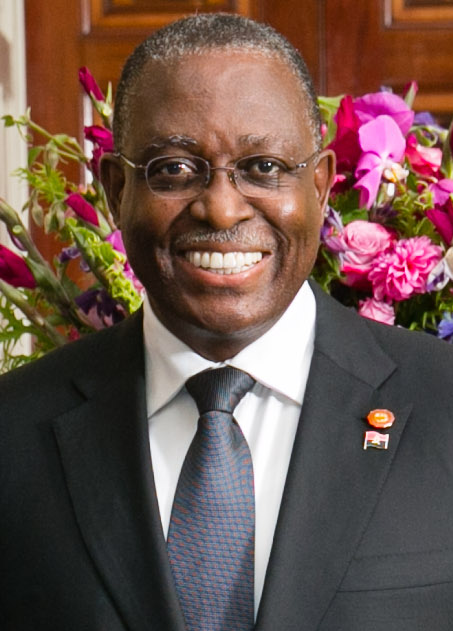
Manuel Domingos Vicente 2012-2017
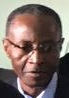
Bornito de Sousa 2017-2022
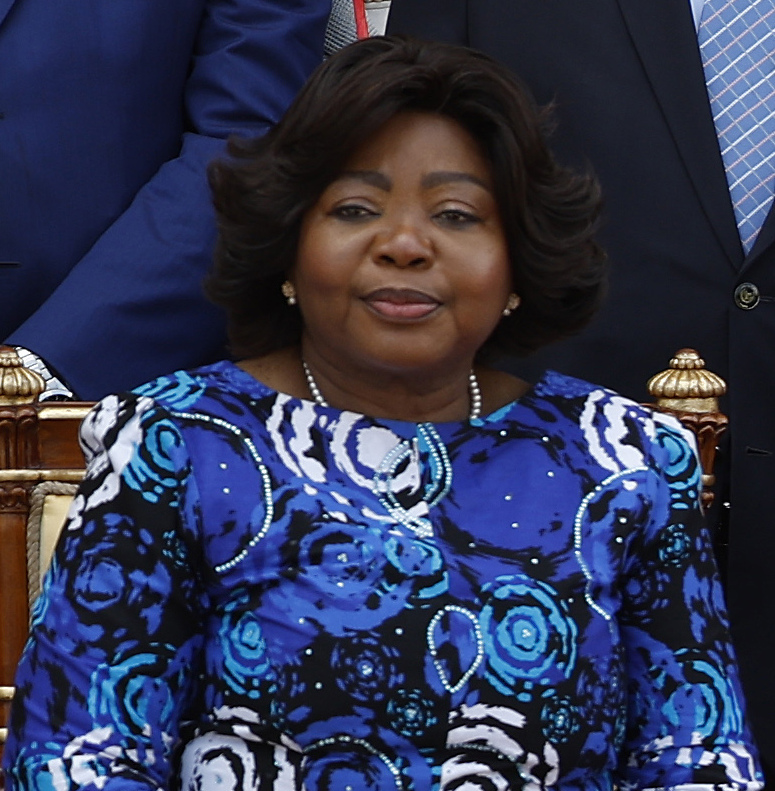
Esperança da Costa 2022-présent

#### Avant 1575
- Histoire précoloniale de l'Angola (en)
- Anciens royaumes
  - Royaume de Benguela (pt) (1550-1869), Jaga
  - Royaume de Cacongo (v. 1450-1885)
  - Royaume du Kongo (1390-1914), Sept royaumes de Kongo dia Nlaza (en)
  - Royaume de Loango (1550-1883)
  - Royaume Lunda (vers 1550-1850)
  - Royaume de Ndongo (v.1350-1683) (ou Andongo, Ngola, Angola)
  - Royaume de Ngyo (vers 1450-1885)

#### Colonisation
- Angola portugais (1575-1975), colonisation de l'Angola (pt)
- Liste des gouverneurs de l'Angola, Empire colonial portugais (1415-1999), guerres coloniales portugaises
- Guerre néerlando-portugaise (1601-1661), guerre néerlando-portugaise en Angola (1641-1648), occupation néerlandaise de l'Angola (pt) (1641)reconquête de l'Angola (et de Sao Tomé) (1648)
- Royaume de Cassange (1620-1910)
- Royaume de Matamba (1631-1744)
- Royaume de Huambo (pt) (1650-1903)
- Royaume Bailundo (pt) (/Mbalundu, 1750-1903)
- Royaume de Bié (pt) (1750-1890)
- Première guerre luso-ovimbundo (pt) (1774-1778)
- Confédération brésiliennne (pt) (1822-1823)
- Traité de Simulambuco (1885)
- Protectorat du Congo portugais (pt) (Afrique occidentale portugaise (capitale Cabinda (ville), 1885-1951)
- Seconde guerre luso-ovimbundo (pt) (1890-1904)
- Campagne d'Afrique du Sud-Ouest (1914-1915)

#### Depuis 1961
- Guerre d'indépendance de l'Angola (1961-1974)
- République populaire d'Angola (1975-1992)
- Guerre civile angolaise (1975-2001)
- Politique en Angola, constitution de l'Angola (1975/1992/2010)
- Liste des présidents de la république d'Angola
- Liste des chefs de gouvernement de l'Angola
- Liste des guerres impliquant l'Angola (en)
  - Baixa de Cassanje (en), Révolte de Baixa de Cassanje revolt (en) (1961)
  - Guerre de la frontière sud-africaine (1966-1988)
  - Conflit du Cabinda (1975-présent, Congo portugais)
  - Première guerre du Congo (1996-1998), deuxième guerre du Congo (1998-2002)
  - Affaire des ventes d'armes à l'Angola (1994)
- Politique étrangère de l'Angola
- Liste du patrimoine mondial en Angola
- Liste du patrimoine culturel immatériel de l'humanité en Angola